# Shogun
I Japan var shogun (将軍 shōgun) Japans effektive herskere i det meste af tiden fra 1192 til Meiji-restaurationen i 1868. En shoguns administration var et shogunat eller bakufu (幕府), en "telt-regering".
Shōgun betyder general, mens den komplette titel Seii Taishōgun (征夷大将軍) betyder "Generalissimo, der betvinger barbarerne" (de indfødte, der engang boede i Honshū og Hokkaido). Med reference til den oprindelige komplette titel betyder shōgun stadig general.
Shogunen var i Japans feudaltid (før 1868) den mand, som formåede at samle samuraierne under sig. Shogunen havde magten over hele Japan, kejseren havde kun symbolsk og stort set ingen politisk magt. Den første shogun kom til efter den store Gempei-krig mellem Minamoto- og Tairaklanerne. Minamoto Yoritomo var leder af Minamoto-klanen. Efter krigen fordrev Minamoto Yoritomo sin bror, der var hans rival. Minamoto Yoritomo drev sit styre fra byen Kamakura. Kejseren mistede langsomt sin magt op gennem middelalderen, efterhånden som samuraiklanerne voksede sig større og større.
Senere blev shogun-titlen yderligere konsolideret af shogun Tokugawa Ieyasu i begyndelsen af 1600-tallet. Tokugawa Ieyasu indførte systemet "Sankin Kotai" ("delvis tilstedeværelse"), hvor daimyoerne ("borgherrerne") skulle opholde sig halvdelen af året i shogunens borg i Edo og resten af året hjemme. Det modsatte gjaldt borgherrernes familier, der på denne måde blev taget som en slags gidsler. Udgifterne til dette system holdt daimyoerne i ave og stabiliserede Japan i politisk henseende.
Det feudale system og dermed shogunen forsvandt i 1868, da shogunen mistede sin absolutte magt som følge af amerikansk indflydelse.